# Frauentor (Nürnberg)
Das Frauentor war das Haupttor im Südosten der Nürnberger Stadtmauer.

## Geschichte und Gegenwart
Der Frauentorturm am östlichen Eck des Tors ist einer der vier markanten runden Haupttürme der Nürnberger Stadtbefestigung, seine alte Bezeichnung ist „Blau Q“.
Das Frauentor wurde nach dem dahinterliegenden Frauenkloster Klarissenkloster St. Klara benannt. Durch das Tor konnte man die Stadt in Richtung Regensburg und anderer südöstlich gelegener Orte verlassen. Da Zahlungen an den Torsperrer ab dem Jahr 1386 belegt sind, muss der Bau des Tors spätestens in diesem Jahr vollendet gewesen sein.
Es ersetzte das Innere Frauentor der vorletzten Stadtmauer, das 1498 beim Bau der Mauthalle abgerissen wurde. 1558 wurde der damalige Torturm von Jörg Unger zu dem noch heute stehenden Rundturm umgebaut und ein Tor neben dem Turm angelegt. Die Zufahrt zur Stadt war über eine Holzbrücke und einem Innenhof möglich. Später wurde das Frauentor durch drei vorgelagerte Schanzen und Graben gesichert.
Nach dem Bau des Königstors 1849 lief nur noch der stadtauswärtige Verkehr durchs Frauentor. Heute ist das Frauentor Fußgängern vorbehalten, im Waffenhof des Tores wurde 1971 der Handwerkerhof Nürnberg eingerichtet.
Im Zwinger zwischen Frauentor und Sterntor wurde 2004 ein Skulpturengarten eröffnet.

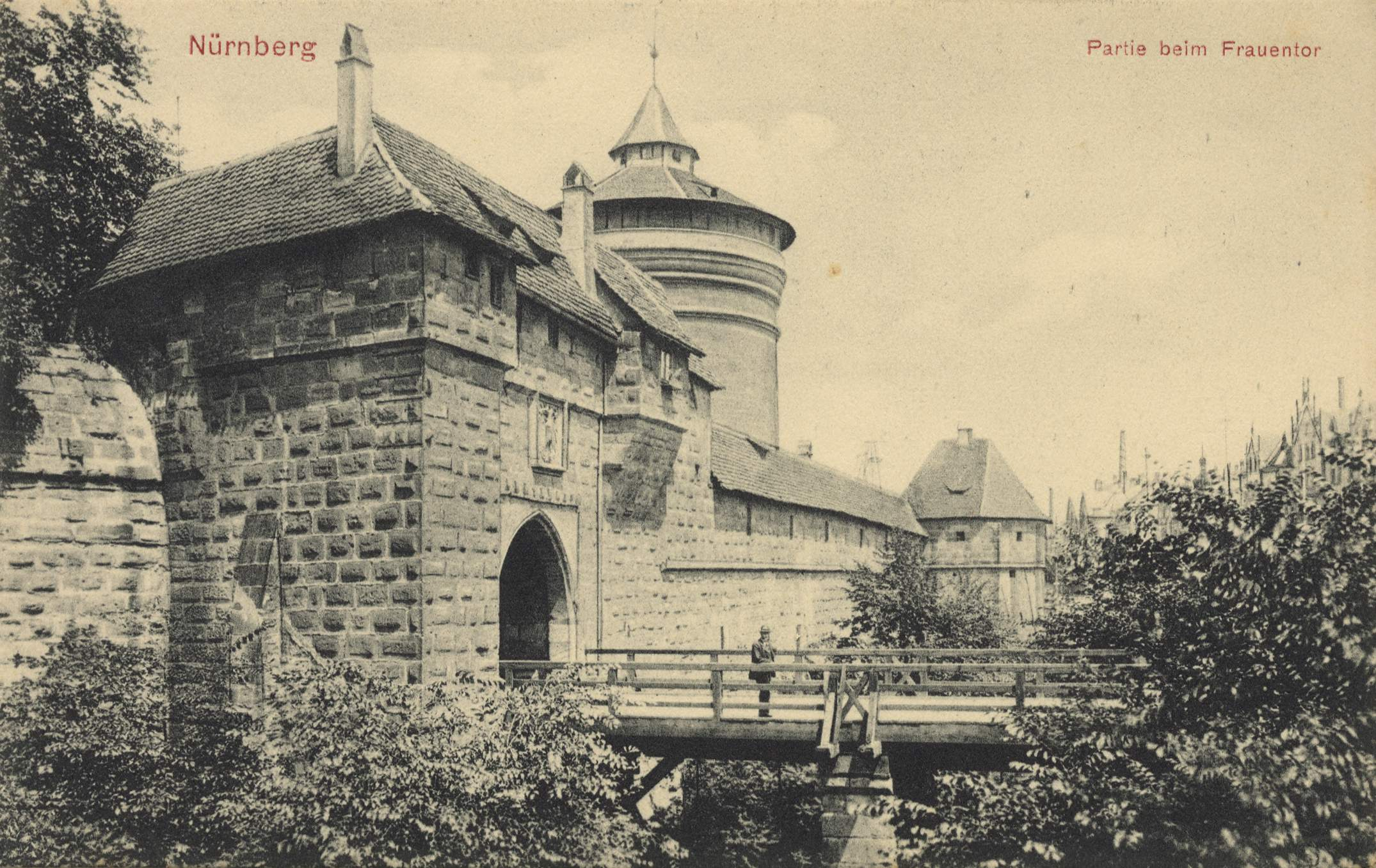
Frauentor, 1900
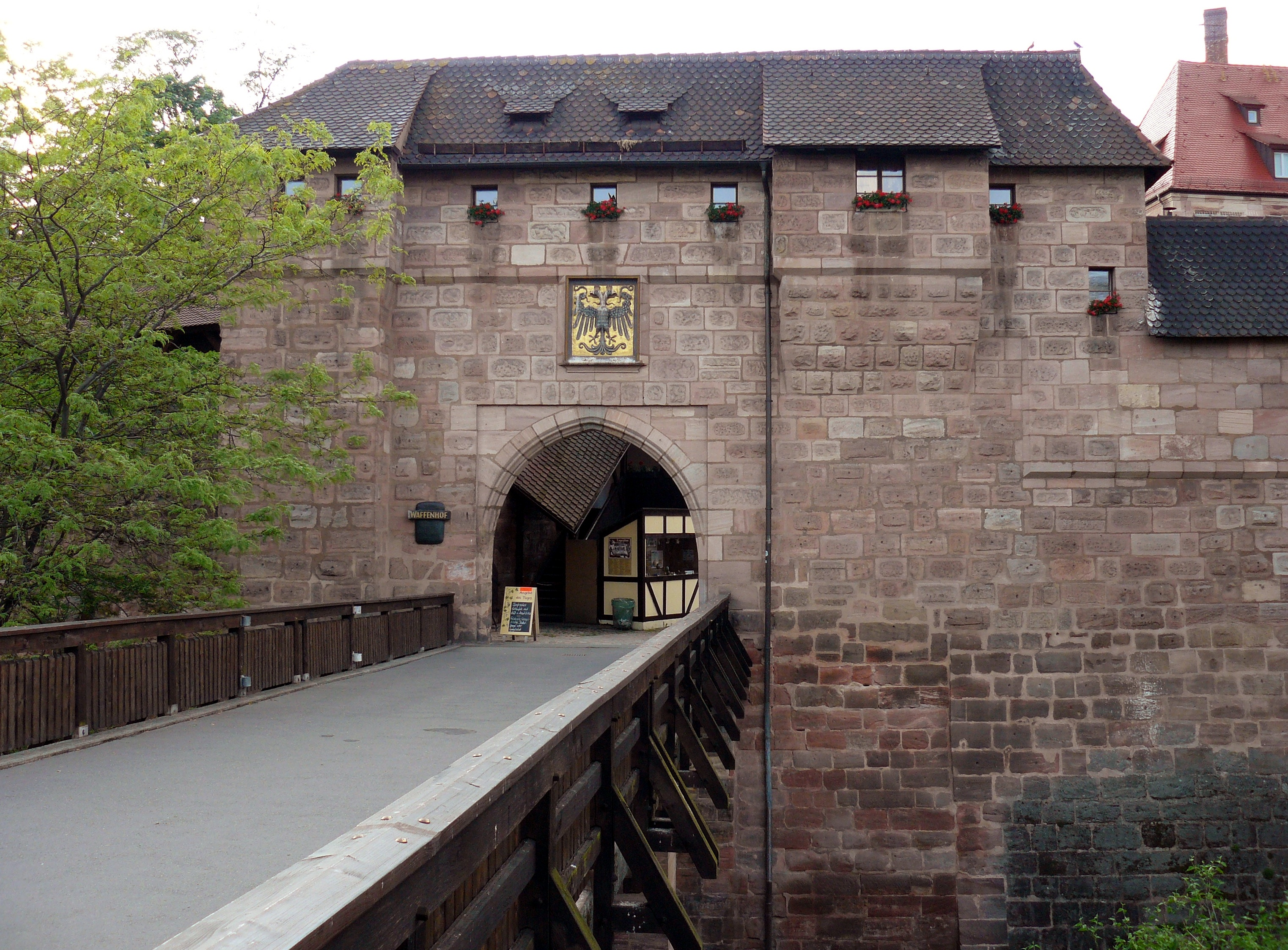
Frauentor, 2008
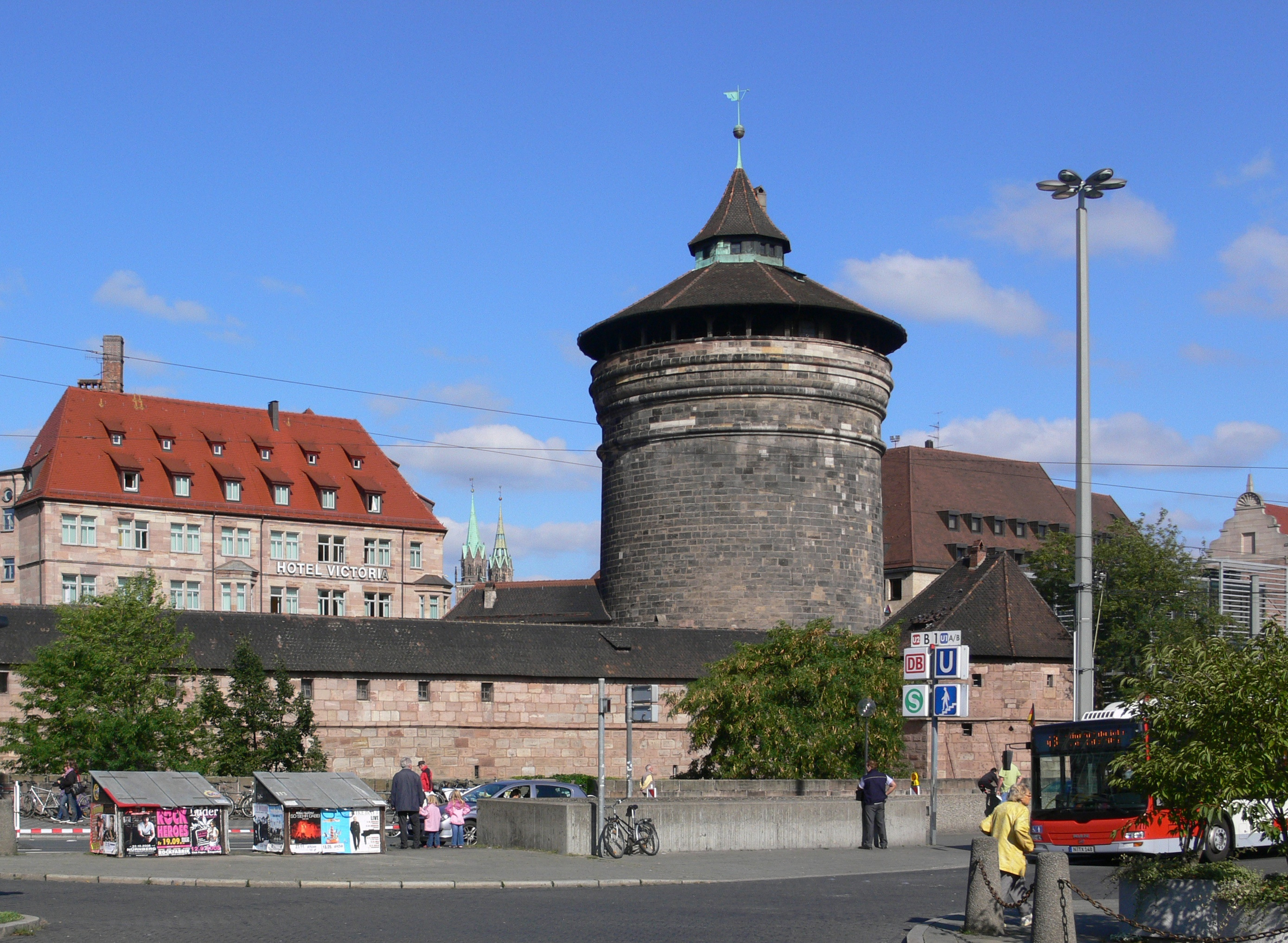
Frauentorturm, 2008
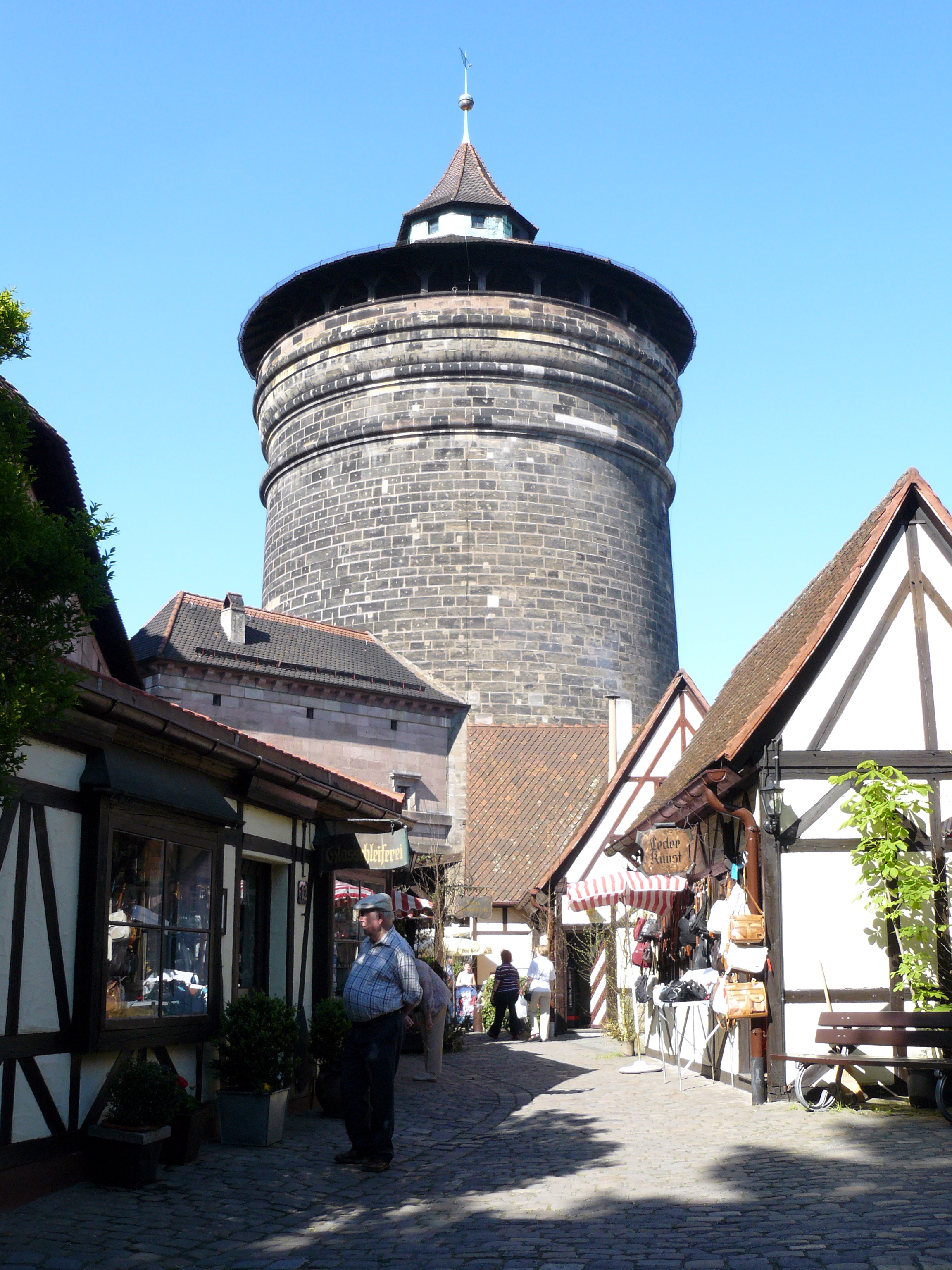
Handwerkerhof mit Frauentorturm im Hintergrund, 2008

## Frauentorzwinger
Der Königs- und Frauentorzwinger wurde im Zweiten Weltkrieg zerstört. Vom früher in der Mitte gelegenen Turm Blau R ist nur der Rest stadtseitiger Bögen erhalten. Heute wird das Vorwerk des Frauentors so bezeichnet. Der ehemals in der Mitte dieses Zwingerbereichs befindliche Turm Blau R ist seit dem Zweiten Weltkrieg nur noch als stadtseitiger Bogen erhalten. 1971 wurde hier der Handwerkerhof errichtet.

## Frauentormauer
Der weite Mauerbereich zwischen Königstor bis hin zum Spittlertor heißt Frauentormauer, der außerhalb liegende Stadtgraben heißt Frauentorgraben. Danach wurden die innerhalb der Stadtmauer liegende Gasse Frauentormauer und die außerhalb gelegene Hauptverkehrsstraße Frauentorgraben benannt. In diesem Bereich wurden im 19. Jahrhundert weitere Tore angelegt.
Im westlichen Abschnitt  der Frauentormauer befindet sich das Nürnberger Rotlichtviertel.